# Ruben Rubenow
Ruben Gukasowicz (Łukjanowicz) Rubenow (Mykyrtczian) (orm. Ռուբեն Ղուկասի Ռուբենով (Մկրտչյան), ur. 1894 w Tbilisi, zm. 27 listopada 1937 w Butowie) – radziecki polityk ormiańskiego pochodzenia, I sekretarz Komunistycznej Partii Azerbejdżańskiej SRR w 1933.
Urodzony w robotniczej rodzinie ormiańskiej w Tbilisi, od 1914 w SDPRR, od 1917 w SDPRR(b), 1918-1921 jeden z organizatorów podboju Zakaukazia przez Rosję sowiecką i ustanowienia tam władzy bolszewickiej. Od 1918 funkcjonariusz partyjny i państwowy Rosji sowieckiej, kierował zdławieniem ruchu antykomunistycznego na Zakaukaziu. 1930 kierownik wydziału agitacji i roboty masowej Komitetu Obwodowego WKP(b) w Moskwie, potem I sekretarz komitetu rejonowego WKP(b) w Moskwie, 1930-1934 członek Centralnego Komitetu Wykonawczego WKP(b), od 1932 sekretarz Miejskiego Komitetu WKP(b) w Moskwie. Od 7 lutego do 10 grudnia 1933 I sekretarz KC Komunistycznej Partii Azerbejdżańskiej SRR. Następnie członek Komisji Kontroli Partyjnej przy KC WKP(b), pełnomocnik komisji przy obwodzie kijowskim, następnie obwodzie leningradzkim. 15 września 1937 aresztowany pod zarzutem "udziału w trockistowskiej organizacji terrorystycznej", skazany na śmierć i stracony. 17 listopada 1954 pośmiertnie zrehabilitowany.